# 1-й Левадний провулок (Київ)
1-й Лева́дний провулок — провулок у Дарницькому районі міста Київ, місцевість Бортничі. Пролягає від вулиці Наталії Кобринської до Левадної вулиці.
Прилучаються Бахмутський та Джмелиний провулки.

## Історія
Провулок виник наприкінці XX століття, офіційна назва зафіксована у 2010-х роках.